# 미로초등학교 천기분교
미로초등학교 천기분교는 대한민국 강원특별자치도 삼척시 미로면 상정리 187에 있었던 공립 초등학교이다.

## 학교 연혁
- 1947년 2월 10일 미로국민학교 천기분교장 설립 인가
- 1948년 8월 15일 천기국민학교로 승격
- 1996년 3월 1일 천기초등학교로 개칭
- 1998년 3월 1일 미로초등학교 천기분교장으로 격하
- 2002년 3월 1일 학생수 감소로 미로초등학교로 통폐합